# Tramvajska linija br. 21 u Zagrebu
| M-24 na liniji 21 u Gračanskom dolju, 1968. |  | M-24 na liniji 21 u Gračanskom dolju, 1968. |
| M-24 na liniji 21 u Gračanskom dolju, 1968. |  | M-24 na vijaduktu prema Dolju, 1950-e       |

Linija 21 (Ljubljanica – Ljubljanica), takozvana muzejska linija, prigodna je tramvajska linija Zagrebačkog električnog tramvaja te bivša redovna linija.
Vozni red muzejske linije od 2023. godine sastojao se od tramvaja tipa M-24 i TMK 101 s prikolicom TP4.

## Povijest
Povijesna linija 21 uvedena je 1950. godine na relaciji Mihaljevac – Dolje, nakon što je ta brdska pruga puštena u promet 15. rujna. Linijom su u to vrijeme prometovali tramvaji tipa M-24 i TMK 101. Na toj trasi zamijenila ju je 1986. godine linija 15.

### Muzejska linija
Muzejska linija 21 uspostavljena je 2023. godine, kada su na vikend 16. i 17. rujna za 132. obljetnicu ZET-a te povodom Europskog tjedna mobilnosti organizirani prvi Dani otvorenih vrata ZET-a. Linija je ta dva dana prometovala od 10:00 do 16:00 sati, s polaskom svakih 30 minuta. Te su godine na njoj prometovala dva muzejska tramvaja.
Dana 31. svibnja 2024. godine, na Dan grada Zagreba, na liniji su od 10:00 do 16:30 sati prometovali tramvaji tipa M-24. Linija je kasnije iste godine, na 133. obljetnicu ZET-a za vikend 21. i 22. rujna, reaktivirana s tramvajima tipa M-24 i TMK 101. U subotu su prometovali od 11:00 do 18:00 sati, a u nedjelju od 9:20 do 17:35 sati, oba dana s polascima svakih 30 minuta.
Tramvaj tipa TMK 101 i prikolica TP4 također su prometovali na Praznik rada 1. svibnja 2025. godine od 10:00 do 16:00 sati, s polascima svakih 55 minuta. 
Povlačenjem iz redovne uporabe tipa TMK 201 u lipnju, ZET je objavio da će se očuvani primjerak tog tipa također rabiti na liniji 21.

## Trasa
| 21                  | Postaje                |
| ------------------- | ---------------------- |
| Trešnjevka          |                        |
| ⦾                   | Ljubljanica            |
| Ozaljska ulica      |                        |
| ⇳                   | Selska                 |
| ⇳                   | Nehajska               |
| ⇳                   | Trešnjevački trg       |
| Tratinska ulica     |                        |
| ⇳                   | Badalićeva             |
| ⇳                   | Tehnički muzej         |
| Donji grad          |                        |
| Savska cesta        |                        |
| ⇳                   | Vodnikova              |
| ⇳                   | Trg Republike Hrvatske |
| ⇳                   | Frankopanska           |
| Ilica               |                        |
| ⇳                   | Trg J. Jelačića        |
| Praška ulica        |                        |
| ⇳                   | Zrinjevac              |
| ⇳                   | Glavni kolodvor        |
| ⇳                   | Branimirova            |
| Draškovićeva ulica  |                        |
| ⇳                   | Sheraton               |
| Ulica kneza Mislava |                        |
| ⇳                   | Trg žrtava fašizma     |
| ⇳                   | Trg hrvatskih velikana |
| Jurišićeva ulica    |                        |
| ⇳                   | Trg J. Jelačića        |
| Frankopanska ulica  |                        |
| ⇳                   | Frankopanska           |
| ⇳                   | Trg Republike Hrvatske |
| ⇳                   | Vodnikova              |
| Trešnjevka          |                        |
| Tratinska ulica     |                        |
| ⇳                   | Tehnički muzej         |
| ⇳                   | Badalićeva             |
| ⇳                   | Trešnjevački trg       |
| Ozaljska ulica      |                        |
| ⇳                   | Nehajska               |
| ⇳                   | Selska                 |
| ⦾                   | Ljubljanica            |